# 交響曲第4番 (ヴィラ＝ロボス)
交響曲第4番「勝利」（A Vitória）は、エイトル・ヴィラ＝ロボスが1919年に作曲した交響曲。

## 概要
ヴィラ＝ロボスは1919年10月のリオデジャネイロで4作目の交響曲の作曲に着手した。これはルイス・ガスタン・デスクラニョール・ドリアの論考に基づく標題的三部作の2作目にあたり、前作の交響曲第3番は「戦争」（A Guerra）、そして次作の第5番は「平和」（A Paix）という表題をそれぞれ冠している。また、ヴァンサン・ダンディの様式による5曲の交響曲のうち、第4作目でもある。初演は1920年9月にリオデジャネイロ市立劇場において、作曲者自身の指揮、市立歌劇場管弦楽団の演奏で交響曲第3番と同時に行われた。ヴィラ＝ロボスは1955年6月10日から13日にかけて、パリのSalle de la Mutualitéにおいてフランス国立管弦楽団と共に本作の録音を制作している。

## 楽器編成
大編成の管弦楽にブラスバンドが加わる。
ピッコロ2、フルート3、オーボエ2、コーラングレ、クラリネット2、バスクラリネット、ソプラノサクソフォーン、アルトサクソフォーン、テナーサクソフォーン、バリトンサクソフォーン、ファゴット3、コントラファゴット、ホルン4、トランペット4、トロンボーン4、チューバ、ティンパニ、シンバル、バスドラム、ドラム、スネアドラム、タムタム、鐘、シストラム、小型のフレームドラム、ショーカリョ、スレイベル、トライアングル、シロフォン、チェレスタ、ハープ2、ピアノ、弦五部。
以降は木管バンド：クラリネット（E♭）、ソプラノサクソフォーン、アルトサクソフォーン、ユーフォニウム、コルネット、ビューグル、ホルン、サクソルン1つ以上、バストロンボーン、コントラバストロンボーン（E♭）、コントラバストロンボーン（B♭）、バスドラム。
さらにコンチェルティーノ合奏が加わる：クラリネット（E♭）、サクソフォーン（ソプラノ、アルト、テナー）、ユーフォニウム、小型のフレームドラム、トライアングル、シンバル、バスドラム。

## 楽曲構成
全4楽章で構成される。作曲者自作自演の演奏時間は30分と少しとなっている。
1. Allegro impectuoso 〔ママ〕
2. Andantino
3. Andante
4. Lento – Allegro

本作には循環形式が用いられている。第1楽章の主要主題が後の全ての楽章で再び現れる形で、これによって作品全体の統一感を高める狙いがある。さらにこの作品にはヴィラ＝ロボス自身の交響曲第3番からも主題群が引用されており、これによって両作品がもとは一つの作品であったことが仄めかされていると捉える向きもあるが、それは誤解である。

## 関連文献
- Béhague, Gerard. 1994. Villa-Lobos: The Search for Brazil's Musical Soul. Austin: Institute of Latin American Studies, University of Texas at Austin, 1994. ISBN 0-292-70823-8.
- Salles, Paulo de Tarso. 2009. Villa-Lobos: processos composicionais. Campinas, SP: Editora da Unicamp. ISBN 978-85-268-0853-9.